# Campanulorchis
Campanulorchis là một chi thực vật có hoa trong họ Lan.